# Нечітка подія
Нечітка подія— зміна властивостей об'єкта, взаємодія між об'єктами, утворення нового об'єкта або знищення наявного об'єкта. Подія містить оцінку часу, що вказує, коли вона відбувається, і місця, де вона відбувається. В рамках теорії відносності вся сукупність місць і часів, у які може відбуватися подія, утворюють простір-час подій. Нечіткі моделі є простішими та ефективнішими за класичні, особливо при оцінюванні економічного рівня та при розрахунках показників ефективності. Показник якості функціонування підприємства не обчислюється математично без застосування нечіткої логіки, оскільки цей процес налічує багато якісних характеристик.
Нехай Х={x} — множина альтернатив. Нечітка ціль {\displaystyle \quad {\tilde {G}}} буде ототожнюватися з нечіткою множиною{\displaystyle \quad {\tilde {G}}} в Х.